# Magnetostrizione

Magnetostrizione a livello microscopico

La magnetostrizione è il fenomeno fisico che consiste nella variazione di lunghezza di un materiale, in pratica sempre metallico, in seguito alla sua magnetizzazione. La variazione è determinata da variabili diverse come temperatura, trattamenti meccanici e fisici.
Questo effetto è dovuto al riorientamento microscopico dei dipoli atomici.

## Utilizzi

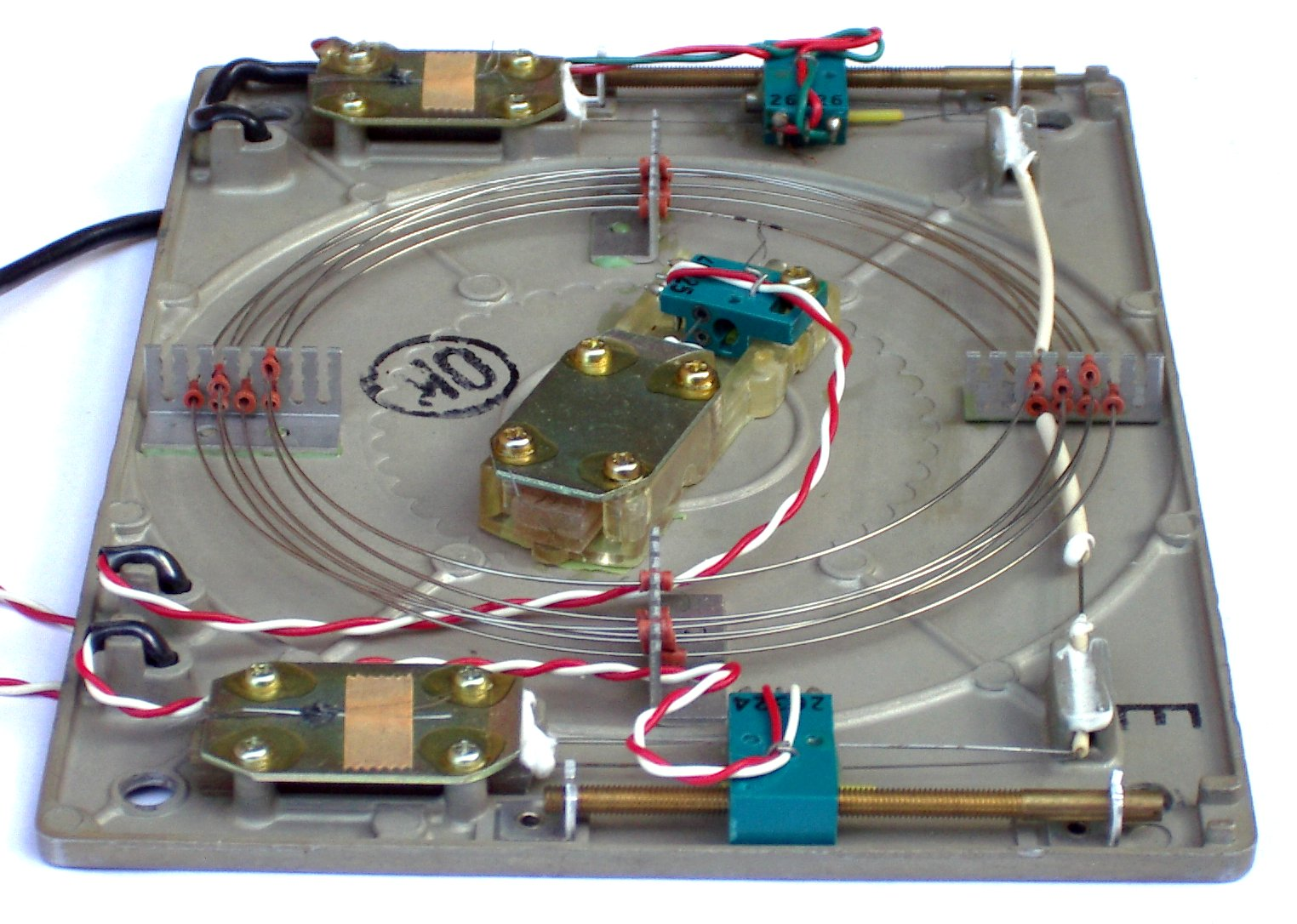
Una memoria a linea di ritardo

Il principale utilizzo di tecnologie magnetostrittive si ebbe nella realizzazione dei sonar durante la II Guerra Mondiale.
Trasduttori magnetostrittivi sono utilizzati ancora oggi, nonostante l'avvento di trasduttori piezoelettrici, per realizzare sonar di particolari potenze e caratteristiche. Tecnologie magnetostrittive furono usate nei primi anni dell'informatica per la creazione di memorie a linea di ritardo. A titolo di esempio, il calcolatore Programma 101 aveva una memoria di questo tipo.
Altri usi sono quelli nel campo dei test meccanici industriali, soprattutto quando richiesta particolare sensibilità.